# Ruzhyn (huyện)
Huyện Ruzhyn (tiếng Ukraina: Ружинський район, chuyển tự: Ruzhyns’kyi raion) là một huyện của tỉnh Zhytomyr thuộc Ukraina. Huyện Ruzhyn có diện tích 1002 kilômét vuông, dân số theo điều tra dân số ngày 5 tháng 12 năm 2001 là 34299 người với mật độ 34 người/km2. Trung tâm huyện nằm ở Ruzhyn.